# Neofacydes marlisae
Neofacydes marlisae är en stekelart som beskrevs av Heinrich 1960. Neofacydes marlisae ingår i släktet Neofacydes och familjen brokparasitsteklar. Inga underarter finns listade i Catalogue of Life.